# 圣洛朗沙布勒日
圣洛朗沙布勒日（法語：Saint-Laurent-Chabreuges，法語發音：[sɛ̃ loʁɑ̃ ʃabʁœʒ]）是法国上卢瓦尔省的一个市镇，属于布里尤德区。

## 地理
圣洛朗沙布勒日（45°16'44"N, 3°20'28"E）面积8.27 平方千米，位于法国奥弗涅-罗讷-阿尔卑斯大区上盧瓦爾省，该省份为法国中南部省份，北起多姆山省和卢瓦尔省，西接康塔爾省，南至洛泽尔省，东临阿尔代什省。
与圣洛朗沙布勒日接壤的市镇（或旧市镇、城区）包括：布里尤德、波亚克、圣博齐尔、布里尤德附近圣瑞斯特、旧布里尤德。

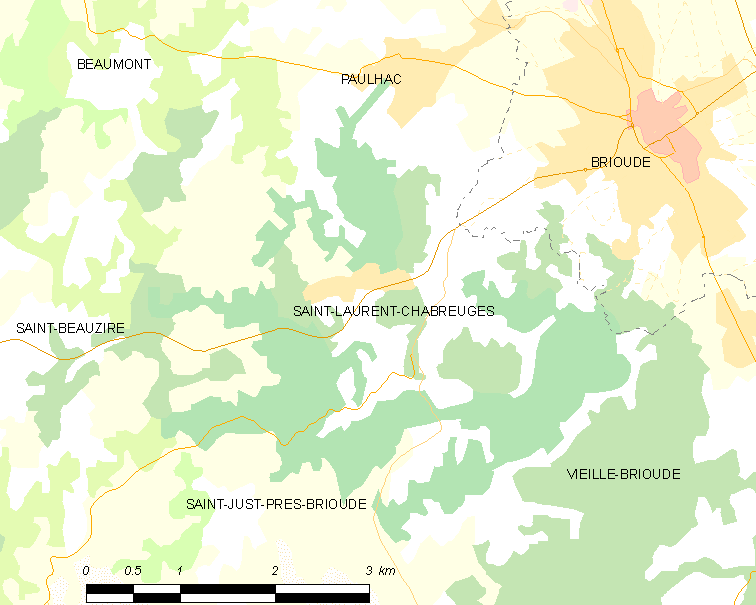
圣洛朗沙布勒日的OSM定位图

圣洛朗沙布勒日的时区为UTC+01:00、UTC+02:00（夏令时）。

## 行政
圣洛朗沙布勒日的邮政编码为43100，INSEE市镇编码为43207。

## 政治
圣洛朗沙布勒日所属的省级选区为布里尤德县。

## 人口

1962-2008年间圣洛朗沙布勒日人口变化图示

圣洛朗沙布勒日于2022年1月1日时的人口数量为253人。